# Уиджа
„Уиджа“ или „Дъската на дявола“ (на английски: Ouija) е американски свръхестествен филм на ужасите от 2014 г. на режисьора Стайлс Уайт (в режисьорския си дебют), продуциран от Майкъл Бей, Андрю Форм, Брадли Фулър, Джейсън Блум и Бенет Шнейър, по сценарий на Джулиет Сноудън и Уайт, които работят заедно по предишния филм „Обсебване“ (2012). Във филма участват Оливия Кук, Дарън Кагасоф, Дъглас Смит и Бианка А. Сантос. Филмът е пуснат на 24 октомври 2014 г. от „Юнивърсъл Пикчърс“. Филмът е последван от прелюдията „Уиджа: Произходът на злото“ (2016).